# Milanoskolan
Milanoskolan, en skola inom familjeterapin som söker förstå vad som händer i en familj genom att studera funktionella förklaringar. Kallas ofta för Milanomodellen.